# Уральский 1-й казачий полк
1-й Уральский казачий полк — воинское формирование Уральского казачьего войска Русской императорской армии.
- Старшинство — 09.07.1591
- Полковой праздник — 8 ноября

## Формирование и дела полка
Полк принимал участие во многих войнах, в том числе в Отечественной войне 1812 года (в составе 22-й
пехотной дивизии 1-го корпуса Дунайской армии), в Крымской войне под
командованием подполковника Хорошхина, в том числе в Балаклавском сражении, в Русско-японской войне и в Первой мировой войне.
С 1882 года — в составе 9-й кавалерийской дивизии 9-го армейского корпуса с дислокацией в Киеве (с 1889 года).
За время Первой мировой войны полк потерял 6 офицеров и 68 казаков убитыми, 1 офицер и 20 казаков пропали без вести. В боях взяты в плен 42 офицера, 3385 солдат, захвачено 10 орудий, 22 зарядных ящика, 4 пулемета, 2000 винтовок.

## Список станиц полкового округа
- 1-я Уральская,
- 2-я Уральская,
- Благодарновская,
- Илецкая (село Илек)[2],
- Иртецкая,
- Кирсановская,
- Красноуметская,
- Кругло-Озерная,
- Мухрановская,
- Мустаевская,
- Рубежинская,
- Соболевская,
- Студёновская,
- Трекинская.

## Полковая униформа

### Форма
При общей казачьей форме полк носил: мундир, чекмень, тулья — темно-синий, погон, лампас, колпак папахи, околыш, клапан — пальто, шинели, выпушка — малиновый. Металлический прибор — серебряный.

## Знаки отличий
1. Полковое знамя — простое: «1591 — 1891» с Александровской юбилейной лентой, пожалованное 9 июля 1891 г.
2. Знаки отличия на головные уборы : " За отличие в Турецкую войну 1877 и 1878 годов " в 1-й сотне, пожалованные 12 марта 1882 г. (первоначально пожалованы Уральской сотне 17 апреля 1878 г.)
3. Одиночныя белевыя петлицы на воротнике и обшлагах мундиров нижних чинов, пожалованныя 6 декабря 1908 г.

## Командиры
- 1888—1897 — полковник Михайлов, Николай Иванович[3]
- 1905 — полковник Голунов, Павел Кузьмич
- 02.09.1909 — 1915 гг. — полковник Бородин, Георгий Кондратьевич
- 16.09.1915 — 3.05.1917 гг. — полковник Бородин, Михаил Никанорович